# Schleuse Fürstenwalde
Die Schleuse Fürstenwalde bildet die Schleusengruppe der Kanalstufe Fürstenwalde in der Bundeswasserstraße Spree-Oder-Wasserstraße im deutschen Bundesland Brandenburg. Sie liegt in der Zuständigkeit des Wasserstraßen- und Schifffahrtsamtes Spree-Havel.

## Geschichte
Ein Fürstenwalder Mühlenstau in der Spree wurde 1298 erstmals erwähnt. Auf Veranlassung von Kurfürst Johann Georg entstand 1588 eine erste Schleuse zur Umgehung des Mühlenstaues. Diese Schleuse ermöglichte den Schiffsverkehr bis zum Kersdorfer See auf der Fürstenwalder Spree. Am Kersdorfer See befand sich eine Ablage, „Frankfurter Niederlage“ genannt. Ab hier erfolgte der Transport der Waren über Land nach Frankfurt zur Oder bzw. von dort zur Ablage. 1668 war der Friedrich-Wilhelm-Kanal zwischen der Spree bei Neuhaus und der Oder bei Brieskow fertig gebaut, so dass die Schifffahrt jetzt durchgängig möglich war. Der sich entwickelnde Warenverkehr erforderte 1738 und 1833 zwei Schleusenneubauten im Bereich zwischen dem heutigen Wehr und der heutigen Nordschleuse. Der Schleusenneubau von 1833 wurde mit versetzten Häuptern errichtet, so dass gleichzeitig zwei Schiffe mit 40,20 m Länge und 4,60 m Breite (Finowmaß) geschleust werden konnten. Ab 1836 wurde im Auftrag der Königlichen Wasserbau-Inspektion eine Erneuerung der Freiarche und des Wehres durchgeführt. Damit wurden die Wasserhaltung, die Schiffbarkeit und die Eisabführung im Bereich der Schleuse garantiert. Mit der Eröffnung des Oder-Spree-Kanals 1891 als Ersatz des Friedrich-Wilhelm-Kanala war ein neues Wehr notwendig geworden, und die parallele Nordschleuse mit einer Nutzlänge von 65 Metern wurde gebaut. Sie konnte 1891 in Betrieb gehen. Im Jahr 1912 wurde der Grundstein für die verbreiterte Südschleuse gelegt. Die Verkehrsfreigabe erfolgte 1914. Beide Schleusenkammern werden an Ober- und Unterhaupt durch Stemmtore geschlossen. In den Torumläufen dienen Rollkeilschützen zum Füllen und Entleeren der Schleusenkammern. Die Häupter, die Sohlen, sowie Teile der aufgehenden Kammerwand sind aus mit Stahl bewehrtem Beton gefertigt.